# Tristin Mays
Tristin Mays (Nueva Orleans, Luisiana, 10 de junio de 1990) es una actriz y cantante estadounidense.

## Primeros años y educación
Mays nació en Nueva Orleans, Luisiana, hija de Viveca, una artista, y Michael Mays, retirado del ejército. Se crio en la ciudad de Nueva York hasta que la familia se mudó en 2003 a Moreno Valley, California, y comenzó el octavo grado en la Landmark Middle School, donde fue animadora principal y capitana del equipo de danza y se graduó de Vista del Lago High School. Su hermano mayor, Jeryn, también es actor. Mays tomó clases de canto, baile y actuación a temprana edad.

## Carrera
En 1997, se unió al elenco de Gullah Gullah Island, reemplazando a Shaina M. Freeman como Shaina. Ese mismo año fue elegida como Nala en el musical The Lion King en Broadway. Posteriormente interpretó a Fan en A Christmas Carol. Mays protagonizó la película para televisión de SyFy Night of the Wild como Roslyn, la cual fue estrenada en octubre de 2015.
En julio de 2016, Mays fue elegida para interpretar a Riley Davis, una hacker, en la serie de CBS MacGyver, basada en la serie del mismo nombre.

## Vida personal
Actualmente vive en Atlanta, Georgia.

## Filmografía
| Cine          | Cine                                     | Cine                     | Cine                                                                |
| Año           | Título                                   | Rol                      | Notas                                                               |
| ------------- | ---------------------------------------- | ------------------------ | ------------------------------------------------------------------- |
| 2011          | Hot Dog Water                            | Julia                    | Cortometraje                                                        |
| 2012          | Thunderstruck                            | Isabela Sánchez          |                                                                     |
| 2012          | She is Not My Sister                     | Megan                    |                                                                     |
| 2013          | House Party: Tonight's the Night         | Autumn Rose              | Directo a video                                                     |
| 2015          | The Wedding Ringer                       | Linda, dama de honor     |                                                                     |
| Televisión    |                                          |                          |                                                                     |
| Año           | Título                                   | Rol                      | Notas                                                               |
| 1996          | Harambee!                                | Angel                    | Película para televisión                                            |
| 1997          | Isla Gullah Gullah                       | Shaina                   | Papel principal                                                     |
| 2001–2004     | Alias                                    | Robin Dixon              | 3 episodios                                                         |
| 2006          | Ned's Declassified School Survival Guide | Bernice                  | Episodio: "Substitute Teachers and the New Kid"                     |
| 2008          | Everybody Hates Chris                    | Jenise Huckstable        | Episodio: "Everybody Hates Homecoming"                              |
| 2009          | Private                                  | Taylor Bell              | Serie web; elenco principal                                         |
| 2010          | True Jackson, VP                         | Hailey                   | Episodio: "My Boss Ate My Homework"                                 |
| 2010–2011     | Zeke and Luther                          | Mónica López             | 3 episodios                                                         |
| 2010          | Big Time Rush                            | Stephanie King           | 4 episodios                                                         |
| 2010          | Kelly Brook's Cameltoe Shows             | Ella misma               | Sketch de Funny or Die                                              |
| 2011          | Victorious                               | Sherry                   | Episodio: "Prom Wrecker"                                            |
| 2011          | FAIL                                     | Alicia                   | Serie web; elenco principal                                         |
| 2011          | Kickin' It                               | Vanessa / M.C.           | Episodio: "All the Wrong Moves"                                     |
| 2012          | The Newsroom                             | Chica del karaoke        | Episodio: "The 112th Congress"                                      |
| 2015–2016     | The Vampire Diaries                      | Sarah Nelson / Salvatore | Papel recurrente (temporada 6); Invitada (temporada 8), 7 episodios |
| 2015-2016     | Supergirl                                | Paulina                  | 2 episodios                                                         |
| 2015          | Night of the Wild                        | Rosalyn                  | Película para televisión                                            |
| 2016–presente | MacGyver                                 | Riley Davis              | Elenco principal                                                    |
| 2017          | Switched at Birth                        | Ally                     | Episodios: "Four Ages in Life" y "Memory (The Heart)"               |